# Maria Guadalupe Garcia Zavala
María Guadalupe García Zavala, née le 27 avril 1878 à Zapopan et morte le 24 juin 1963 à Guadalajara, était une religieuse catholique mexicaine, connue pour avoir été la cofondatrice de la Congrégation des Servantes de Sainte Marguerite-Marie et des pauvres et en avoir été la première supérieure. Elle est vénérée comme sainte par l'Église catholique.

## Biographie
Anastasia Guadalupe Garcia Zavala, de son nom de baptême, est née le 27 avril 1878 à Zapopan, dans l'état de Jalisco, au Mexique. Son père était marchand d'articles religieux, et son commerce se situait en face de la Basilique Notre-Dame de Zapopan. La petite Lupita, comme elle était surnommée, fit donc de nombreuses visites en ce lieu, ce qui fit naître en elle une grande dévotion envers la Vierge Marie. C'est une jeune fille normale, comme toutes les autres, bien qu'elle se distingue par son service aux plus nécessiteux. Au départ, elle est promise à un homme, mais elle rompt les fiançailles car elle se sent appelée par la vie religieuse et veut prêter assistance aux pauvres et aux malades.
Avec son directeur spirituel, le père Cipriano Iñiguez, elle cofonde une nouvelle congrégation religieuse, le 13 octobre 1901 : les Servantes de Sainte Marguerite-Marie et des pauvres. Au départ, elle travaille comme infirmière dans l'hôpital Santa Margarita de Gudalajara. Elle se soucie des pauvres et des malades, non seulement de leur mal physique ou de leur besoin, mais aussi de leur âme. Elle fait sa profession religieuse sous le nom de sœur María Guadalupe, et devient en 1931 la supérieure générale de la nouvelle Congrégation. "Mère Lupita" occupera sa charge jusqu'à sa mort. Les religieuses de sa fondation donnent aussi de leur temps pour aller aider les prêtres dans les paroisses voisines et y faire le catéchisme aux enfants. 
Lorsque la Révolution mexicaine éclate, en 1910, les membres du clergé sont persécutés. Mère María Guadalupe risque sa vie en cachant des prêtres et des évêques dans ses hôpitaux. Elle-même sera emprisonnée pendant trois jours. Malgré tout, sa charité chrétienne la pousse à soigner les révolutionnaires blessés, les accueillant dans son hôpital, leur prodiguant des soins et les nourrissant. Les révolutionnaires seront tant impressionnés qu'ils ne persécuteront pas la communauté de Mère Lupita.
Après 1936, les persécutions à l'encontre du clergé cessent et Mère Lupita peut reprendre dans la légalité ses activités. Elle ne cesse de développer son œuvre, pour soulager les malades dans leur corps et leur âme, et fondera 11 nouvelles communautés. Elle qui était issue d'une famille aisée vit désormais dans la plus grande sobriété, et encouragera ses sœurs à délaisser les biens matériels pour s'élever dans la vie spirituelle. Son quotidien est rude, sans confort, et elle va même jusqu'à donner ses repas aux malades de l'hôpital. Tout ce qu'elle recommandait elle le vivait d'abord, c'est pourquoi elle devint au fil du temps respectée de toutes. 
En 1961, c'est toute la congrégation qui fêtera le jubilé de diamant de vie religieuse de Mère Lupita, manifestant bien l'affection que toutes les sœurs lui portaient. Elle était aussi très appréciée par la population, riches ou pauvres, qui venaient chercher auprès d'elle des conseils, pour résoudre telle situation, ou des prières, pour obtenir telle chose. Durant les deux dernières années de sa vie, elle souffre extrêmement à cause d'une grave maladie cardiaque, amplifiée par du diabète. Elle meurt le 24 juin 1963 à Guadalajara, à l'âge de 85 ans. Aujourd'hui, la congrégation compte 22 communautés, répandues à travers le Mexique, le Pérou, l'Islande, la Grèce et l'Italie.

## Béatification et canonisation
En 1968, ses restes mortels sont transférés dans la chapelle de l'hôpital Santa Margarita de Guadalajara. 
Elle est déclarée Vénérable le 1er juillet 2000 par le Pape Jean-Paul II, puis béatifiée par ce dernier le 25 avril 2004, lors du 3e dimanche de Pâques. 
Sa canonisation est célébrée le 12 mai 2013 sur la place Saint-Pierre. Elle est canonisée avec Laura Montoya et les Saints martyrs d'Otrante. La cérémonie est présidée par le pape François,.

## Fête
Sainte María Guadalupe García Zavala est fêtée liturgiquement par l'Église catholique le 24 juin, le jour de sa naissance au ciel. 